# Yukarıbozan, Ilgaz
Yukarıbozan là một xã thuộc huyện Ilgaz, tỉnh Çankırı, Thổ Nhĩ Kỳ. Dân số thời điểm năm 2010 là 64 người.